# Телегеодинамика
Телегеодинамика је појам који је увео Никола Тесла да означи технологију изазивања ритмичних вибрација у еластичној средини каква је земља, њихово преношење до удаљених крајева и њихово прихватање, регистровање и појачавање.

## Историја
У непосредној вези са овом идејом један догађај који се одиграо у Теслиној лабораторији у јужној Петој авенији 1896. године. Према опису који је дао Џон О’Нил у књизи «Ненадмашни геније» једном приликом је Тесла причврстио механички осцилатор за потпорни стуб у лабораторији. После извесног времена осцилатор је ступио у резонантно осциловање са челичном структуром зграде у којој је смештена лабораторија, што је изазвало прави земљотрес. Да је у питању веродостојан податак, посведочио је и сам Тесла у неколико наврата. Овај догађај је дао повода Тесли да фебруара 1912. године, у часопису «Ворлд тудеј» смело изјави да би се оваквом методом могла преполовити и сама Земљина куга.
Детаљније и студиозније Тесла је приступио разради идеје о преношењу механичких таласа кроз земљу, 1920. године, када налазимо његове прве белешке и прорачуне. Међутим, још доста времена је протекло пре него што је пројекат био разрађен и усавршен. У периоду 1934—1941. године, Тесла нуди «телегеодинамику» познатим америчким компанијама као што су «Тексас», «Вестингхаус» и «Бафало Нијагара енд Истерн пауер корпорејшн». У писму Норману Р. Гибсону, потпредседнику компаније «Бафало», од 12. новембра 1934. године, Тесла каже:«Дуго континуирано експериментисање и посматрање оваквих машина (механичких осцилатора - прим. прев.) довело ме је до открића вештине телегеодинамике и до усавршавања предајних и пријемних уређаја погодних за њихову универзалну примену. Ново поље које је тиме отворено нуди огромне могућности на чисто научном, као и на практичном плану. С мојим уређајима биће лако одредити, сасвим сигурно, унутрашњу структуру планете, њене особине као проводника звучних таласа, одредити физичке константе и изнети на видело њена скривена блага. Уређаји исте врсте са незнатним изменама, могу се употребити за пренос кроз земљу, без обзира на удаљеност, сигнала и порука, за произвођење различитих револуционарних ефеката, за примену у истраживању, навигацији и разним областима индустрије и трговине.»

## Технологија
Метод који је Тесла применио у циљу добијања ефеката о којима је говорио, састојао се у утискивању изохроних вибрација у земљу путем, за ту сврху, модификованог механичког или електромеханичког осцилатора, чиме је у земљи стварао ритмичне поремећаје сличне звучним или електромагнетним таласима.
Тесла је развио неколико типова својих телегеодинамичких одашиљача од чисто механичког до чисто електричног. Оно што је овај метод чинило ефикасним, сматрао је, јесте чињеница да се Земља понаша као савршено еластично тело у односу на утиснуте механичке импулсе.
Ниједна од поменуте три компаније којима је Тесла нудио овај пројекат није га прихватила. Главни разлог за одбијање сводио се на сумњу експерата ових компанија да ће Теслини пријемни уређаји моћи да издвоје периодичне еластичне таласе које стварају предајници због многобројних рефлектованих таласа у Земљи.

## Примена
Теслин пројекат је био оригиналан и нов. У време када се појавио са идејом о телегеодинамици, сеизмика као наука тек је била у развоју и једини метод који се користио за истраживања подземних лежишта руде, нафте, соли и разних минерала, био је путем експлозива. Активирањем експлозивне смеше у земљи направио би се сеизмички поремећај који би стварао спектар таласа у земљи. Њих би регистровао удаљени геофон или сеизмограф, а запис који би се добио анализиран је са циљем да се лоцира положај неког хоризонталног дисконтинуитета у земљи за који би се претпостављало да је лежиште. Ретко, и само за плитка истраживања у рударству, користила се техника пада чекића или тега за изазивање сеизмичког поремећаја. 
Тесла је први предложио начин изазивања континуираних изохроних осцилација за сеизмичка и геофизичка истраживања. Ове његове идеје искоришћене су тек педесетих година 20. века, када је компанија «Континентал ојл» патентирала методу «Вибросајс». Оно што је омогућило успешну примену Теслиних идеја јесте увођење рачунара и могућност аутоматске обраде података, односно анализе генерисаних механичких таласа и пратећих поремећаја.